# وارطان بونی
وارطان گئورگی بونی (بونیاتیان) (ارمنی: Վարդան Գևորգի Բունի (Բունիաթյան؛ زاده ۱۵ فوریهٔ ۱۸۸۸ - درگذشته ۵ ژوئن ۱۹۶۰) آهنگساز، رهبر ارکستر، گوسان، سازنده آلات موسیقی اهل ارمنستان بود.

## زندگی‌نامه
وی در ۱۵ فوریه [سبک قدیمی: ۲۷ فوریه] ۱۸۸۸ در واغارشاپات در به دنیا آمد و از دانشکده علوم الهی گئورگیان فارغ‌التحصیل گشت. وی همچنین برنده جوایزی همچون چهره هنری شایسته ارمنستان شوروی شد. وی در ۵ ژوئن ۱۹۶۰ در سن ۷۲ سالگی در ایروان درگذشت.